# 貝伊帕扎勒

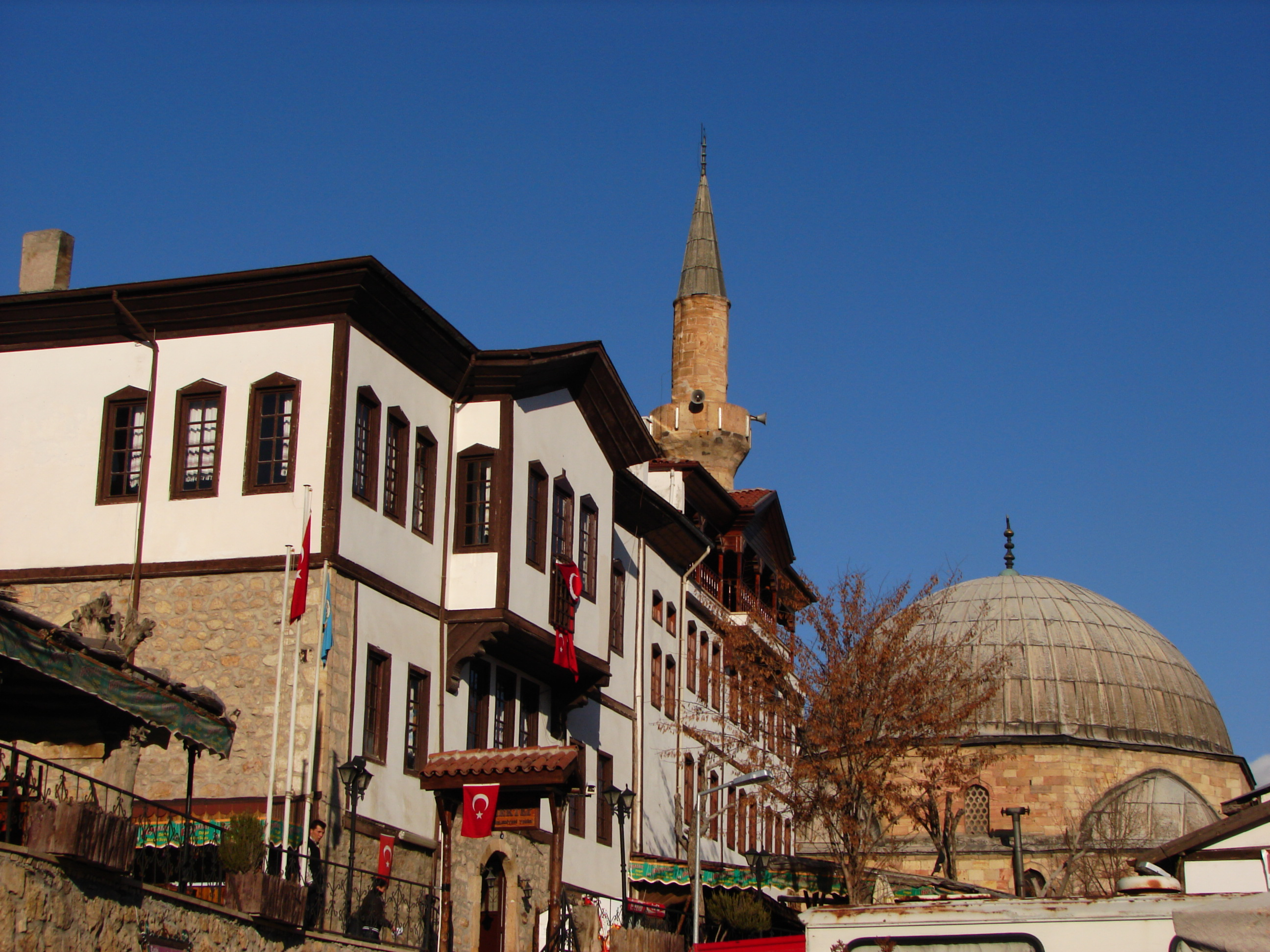

貝伊帕扎勒（土耳其語：Beypazarı）是土耳其的城鎮，由安卡拉省負責管轄，位於該國北部，距離首府安卡拉約100公里，面積1,814平方公里，海拔高度675米，2010年人口46,493。

## 名稱
鄂圖曼語中此城名稱寫作「بكبازاری」。

## 外部連結
- District municipality's official website （土耳其文） / （英文）
- District governor's official website （页面存档备份，存于） （土耳其文）
- The Unique Tourism Site of Beypazari （土耳其文）/ （英文）
- Beypazarı local news website （页面存档备份，存于） （土耳其文）
- Travel guide to Beypazarı （土耳其文） （英文）
- Beypazarı Facebook Official Fan Page （土耳其文）

40°10′03″N 31°55′16″E / 40.16750°N 31.92111°E